# Leptodactylus turimiquensis
Espèce
Statut de conservation UICN

 NT  : Quasi menacé
Leptodactylus turimiquensis est une espèce d'amphibiens de la famille des Leptodactylidae.

## Répartition
Cette espèce est endémique du Venezuela. Elle se rencontre entre 50 et 500 m  d'altitude dans la serranía del Turimiquire dans les États de Sucre, d'Anzoátegui et de Monagas.

## Description
Leptodactylus paraensis mesure de 127 à 160 mm pour les mâles et de 122 à 128 mm pour les femelles.

## Étymologie
Son nom d'espèce, composé de turimiqu[ire] et du suffixe latin -ensis, « qui vit dans, qui habite », lui a été donné en référence au lieu de sa découverte, la serranía del Turimiquire.

## Publication originale
- Heyer, 2005 : Variation and taxonomic clarification of the large species of the Leptodactylus pentadactylus species group (Amphibia: Leptodactylidae) from Middle America, northern South America, and Amazonia, . Arquivos de Zoologia Sao Paulo, vol. 37, no 3, p. 269-348.